# Homonoea boudanti
Homonoea boudanti là một loài bọ cánh cứng trong họ Cerambycidae.